# Talisia microphylla
Talisia microphylla är en kinesträdsväxtart som beskrevs av Uitt.. Talisia microphylla ingår i släktet Talisia och familjen kinesträdsväxter. Inga underarter finns listade i Catalogue of Life.